# Phymatosorus banerjianus
Phymatosorus banerjianus là một loài thực vật có mạch trong họ Polypodiaceae. Loài này được (Pal & Pal) Pic. Serm. miêu tả khoa học đầu tiên năm 1977.